# Kościół św. Antoniego Padewskiego w Bydgoszczy

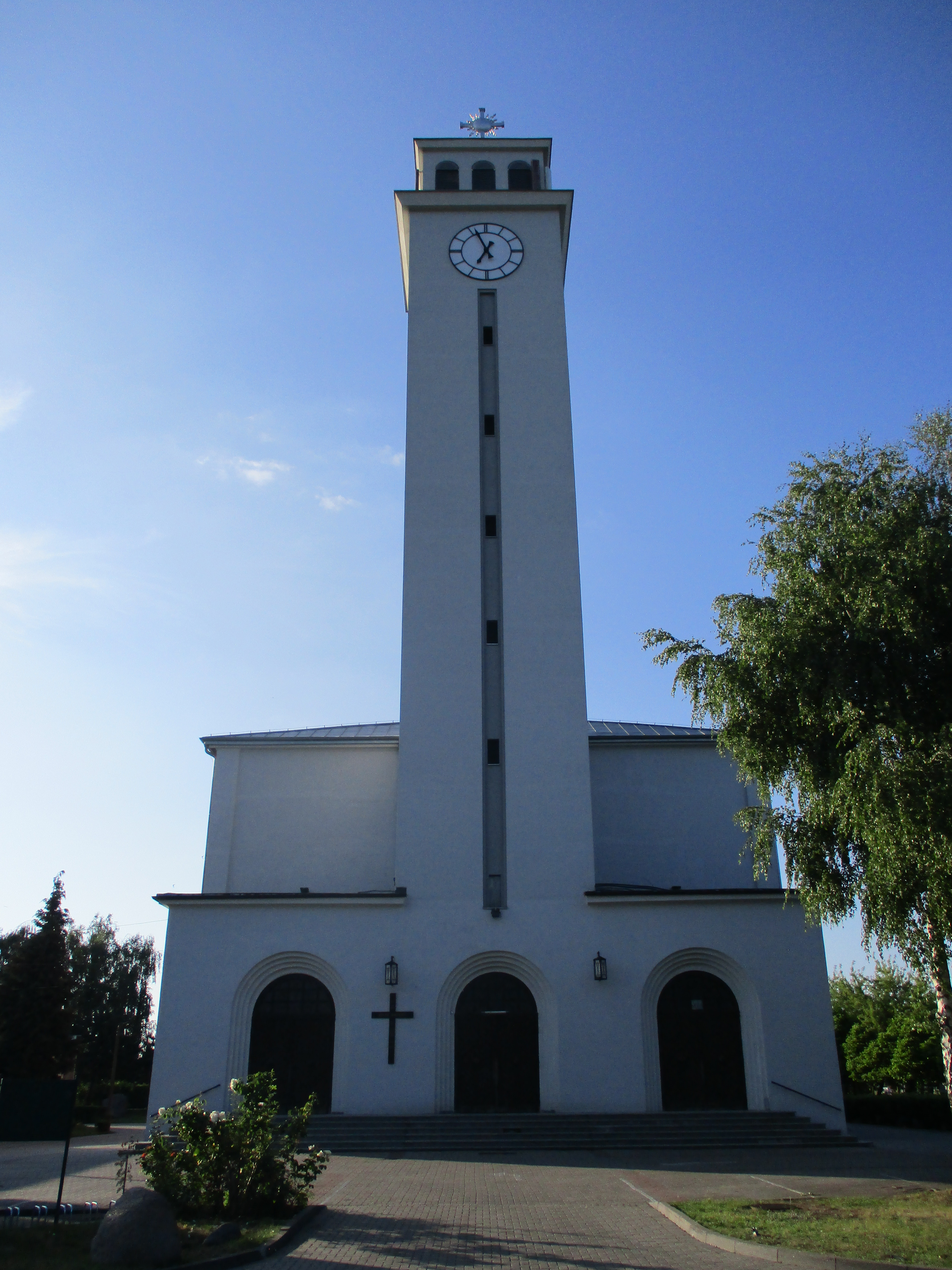
Widok od frontu

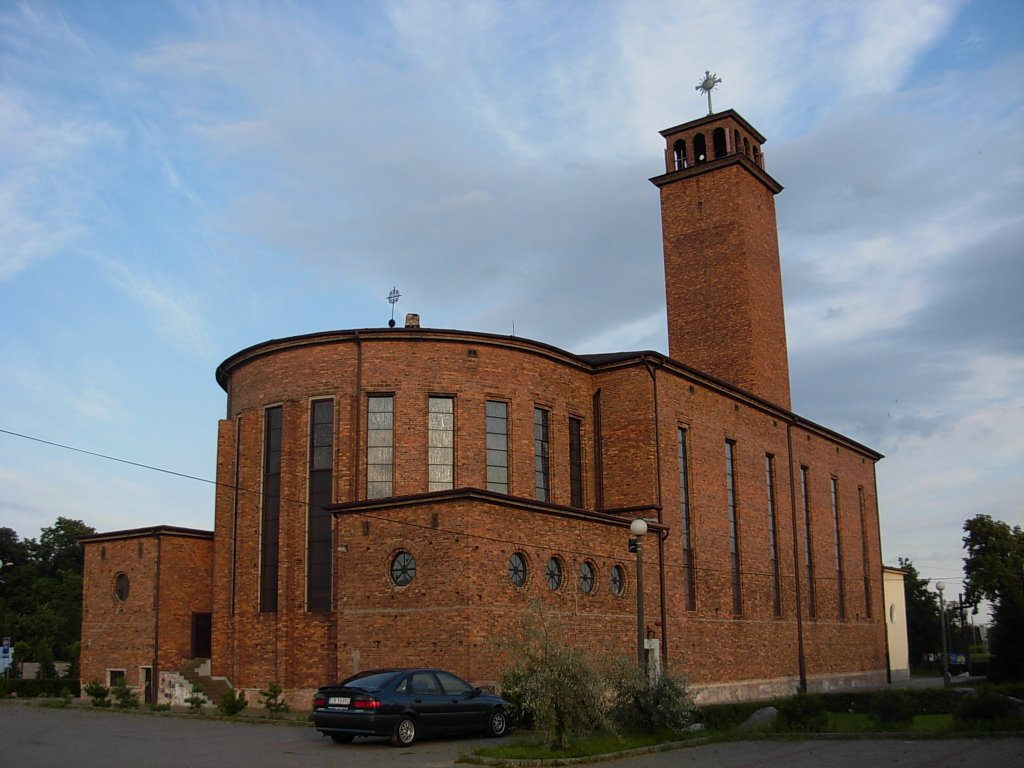
Widok z północnego zachodu

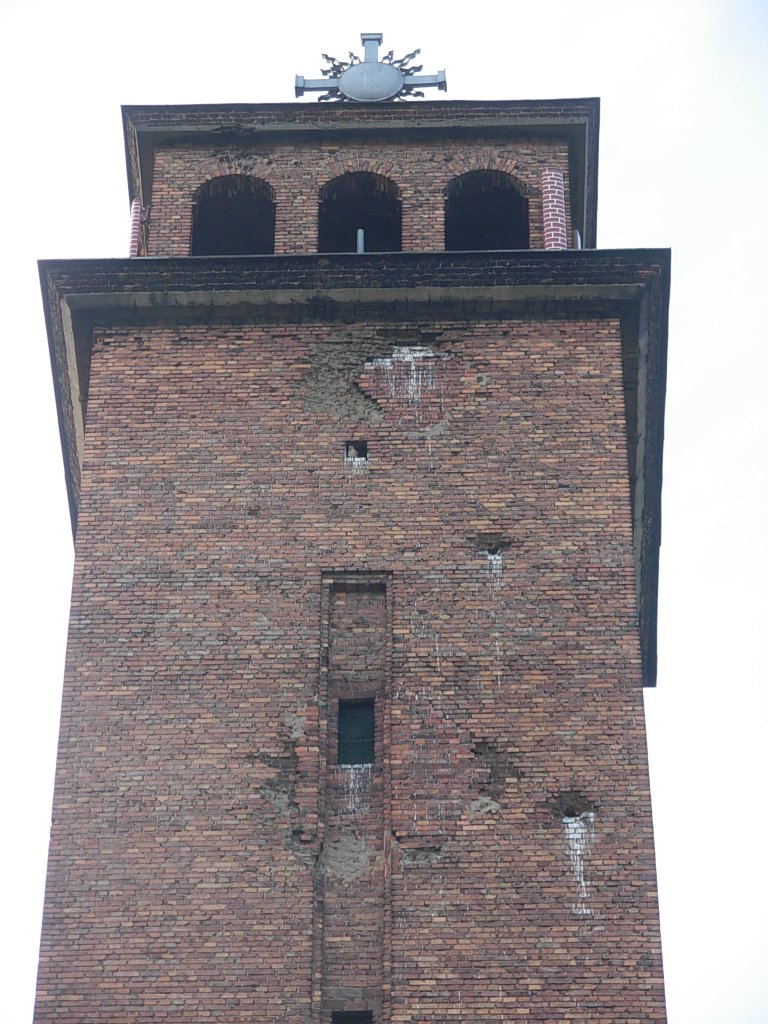
Wieża ze śladami po ostrzale z 1945

Kościół św. Antoniego Padewskiego w Bydgoszczy – kościół położony w Bydgoszczy, którego patronem jest św. Antoni Padewski.

## Położenie
Kościół znajduje się przy ul. Głuchej, na osiedlu Czyżkówko w zachodniej części miasta Bydgoszczy.

## Historia
Starania o budowę kościoła katolickiego na Czyżkówku sięgają okresu międzywojennego, kiedy gmina została włączona w obręb miasta Bydgoszczy.
W latach 20. XX w., Czyżkówko należało do wydzielonego z parafii bydgoskiej okręgu duszpasterskiego parafii św. Trójcy. Jednak dość duża odległość do kościoła parafialnego i wzrost zaludnienia dzielnicy stworzył potrzebę budowy własnej świątyni, która zaspokoiłaby rosnące potrzeby duszpasterskie. W tym kontekście został założony Komitet Budowy Kościoła (początek 1923) oraz zakupiona nieruchomość przy ul. Koronowskiej (obecnie nr 5) z zamiarem zamiany znajdującej się tam sali tanecznej na kaplicę (listopad 1923)
Kaplica została poświęcona 24 lutego 1924 przez ks. Tadeusza Malczewskiego. Odtąd odbywały się w niej nabożeństwa w niedziele i święta oraz procesje, m.in. Bożego Ciała.
W 1929 Komitet Budowy Kościoła poprosił Kurię Arcybiskupią o utworzenie na Czyżkówku nowej parafii. Prośba ta została spełniona przez ks. prymasa Augusta Hlonda, który 1 lipca 1933 erygował nową parafię pod wezwaniem św. Antoniego z Padwy, wydzielając ją z parafii św. Trójcy.
Liczba wiernych wynosiła wtedy ok. 6,5 tys. osób, a parafia obejmowała osiedla położone na zachodzie miasta: Czyżkówko i Miedzyń oraz wsie podmiejskie: Prądy, Drzewce, Łochowo, Łochowice, Lisi Ogon, Osową Górę, Opławiec i Smukałę. Administratorem parafii został ks. Jan Baranowski.
Kolejnym etapem rozwoju parafii była budowa kościoła, którą rozpoczęto w 1936 po zakupie terenu przy ul. Głuchej.
Projekt świątyni, sfinansowany przez arcybiskupa gnieźnieńskiego Antoniego Laubitza, wykonał w 1935 poznański architekt Stefan Cybichowski.
Architekt zrezygnował ze stylizacji historycznej elewacji kościoła, co pozwoliło obniżyć koszty budowy o 25%. 5 sierpnia 1936 wydano pozwolenie na budowę, a prace murarskie i ciesielskie przy wznoszeniu obiektu prowadziła firma Juliana Jarockiego.
Do września 1939 świątynia stała w stanie surowym, z niedokończonym stropem i dachem. Podczas okupacji Niemcy urządzili w niej magazyn narzędzi budowlanych, natomiast nabożeństwa odprawiano w kaplicy.
Po zakończeniu wojny zdewastowany, ostrzelany pociskami kościół został przeznaczony do użytku przez nowego proboszcza ks. Czesława Spychalskiego. Uroczystej konsekracji nowej świątyni dokonał 1 grudnia 1945. prymas Polski kardynał August Hlond, który ofiarował również relikwie św. Franciszka z Asyżu.
Prace wykończeniowe świątyni oraz upiększanie wnętrza trwało przez cały okres powojenny:
Dokonano w tym czasie m.in. następujących inwestycji:
- 1946 – zamontowano organy,
- 1948 – zakupiono żyrandole,
- 1949 – wykonano ambonę z wizerunkami św. Wojciecha, św. Stanisława, św. Kazimierza i św. Andrzeja Boboli,
- 1951 – ks. prymas Stefan Wyszyński uroczyście poświęcił organy i ołtarz główny,
- 1957 – wykonano boczny ołtarz św. Józefa,
- 1961 – ks. bp. Jan Czerniak poświęcił boczny ołtarz Matki Bożej,
- 1964–1972 – wykonano witraże w prezbiterium i wzdłuż naw bocznych
- 1972–1984 – kościół wyposażono w nowe ławki, konfesjonały, oświetlenie, posadzkę, ogrzewanie, figurę Serca Jezusa oraz obrazy,
- 1990–2000 – wykonano szereg prac remontowo-budowlanych, m.in. malowanie kościoła, posadzkę marmurową z ołtarzem w prezbiterium, nowe ogrzewanie elektryczne, nową instalację nagłaśniająca, rynny, nowe tabernakulum oraz rozbudowę oświetlenia,
- 2019 – rozpoczęcie remontu wieży i elewacji frontowej m.in. za środki przyznane przez władze miejskie na odnowienie zabytków.

W budynku nowej plebanii znajduje się kaplica św. Krzyża, w której w zimowe dni powszednie odprawiane są msze św.

### Proboszczowie
| Imię i nazwisko           | Daty urzędowania |
| ------------------------- | ---------------- |
| Ksiądz Jan Baranowski     | 1933–1939        |
| Ksiądz Czesław Spychalski | 1945–1972        |
| Ksiądz Tadeusz Leśniewicz | 1972–1984        |
| Ksiądz Bogusław Kühn      | 1984–1989        |
| Ksiądz Jan Graczyk        | 1989–2013        |
| Ksiądz Janusz Konysz      | Od 2013          |

## Architektura
Kościół jest trójnawowy, z  półkoliście zamkniętym prezbiterium od północy. Elementem dominującym jest wysoka kwadratowa wieża, przykryta dachem namiotowym. W ścianach bocznych znajdują się liczne witraże. Dach nad nawą jest czterospadowy, a nad prezbiterium dwuspadowy.
Trójnawowe wnętrze otwiera się szerszą nawą środkową na prezbiterium podwyższone o kilka stopni, z obejściem i lożą od strony wschodniej. Nawę środkową wydzielają filary z dekoracyjnymi, kielichowymi głowicami, które dźwigają sklepienie kolebkowe. Nawy boczne przekryte są płaskimi stropami.

### Wnętrze
W świątyni znajdują się ołtarze:
- główny, którego podstawowym elementem jest figura św. Antoniego z Dzieciątkiem Jezus[4] oraz rodzice z dzieckiem uzdrowionym przez św. Antoniego;
- boczny ołtarz św. Franciszka;
- boczny ołtarz Matki Bożej;
- boczny ołtarz św. Józefa.

W ścianach bocznych znajdują się witraże:
- w prezbiterium – przedstawiające „Tysiąclecie chrześcijaństwa w Polsce” oraz „Sobór watykański II”;
- w ścianach nawy prawej – przedstawiające „Zwiastowanie”, „Boże Narodzenie”, „Zmartwychwstanie” oraz „Zesłanie Ducha Świętego”;
- w ścianie nawy lewej – przedstawiające „Dobrego Pasterza”, „Pana Jezusa przebaczającego”, „Przekazanie władzy Piotrowi” oraz „Pod krzyżem”.

Na sklepieniu kościoła znajdują się malowidła przedstawiające:
- w środku – Maryję Królową z aniołami;
- po prawej stronie od wejścia – św. Stanisława, św. Jacka, bł. Kunegundę, św. Kazimierza, św. Jana Kantego, św. Andrzeja Bobolę, św. Maksymiliana;
- po lewej stronie od wejścia – św. Wojciecha, św. Jolantę, bł. Czesława, bł. Salomeę, św. Stanisława Kostkę, bł. Bronisławę oraz św. Królową Jadwigę.

W świątyni znajdują się również obrazy:
- św. Teresy od Dzieciątka Jezus;
- Matki Bożej Częstochowskiej;
- św. Maksymiliana;
- Pana Jezusa Miłosiernego.

Przed kościołem oprócz krzyża misyjnego znajduje się również pamiątka nawiedzenia parafii w dniach 26-27 marca 1979 przez obraz Matki Boskiej Częstochowskiej.